# Лудвиг, Альфред
Альфред Лудвиг (нем. Alfred Ludwig; 1832—1912) — австрийский филолог-классик и востоковед-индолог; профессор Карлова университета в Праге.

## Биография
Альфред Лудвиг родился 9 октября 1832 года в городе Вене. После окончания Академической гимназии родного города (1844–1852), Людвиг (с октября 1852 года) изучал классическую филологию в Венском университете у Германа Боница и санскрит у Антона Боллера. Получив стипендию от министра образования Австрии, Лудвиг продолжил обучение в Берлинском университете имени Гумбольдта (1855—1857), где его учителями были Альбрехт Фридрих Вебер, Филипп Август Бёк и Рудольф Фридрих Мориц Гаупт. 
В октябре 1858 года  в Вене А. Лудвиг получил степень бакалавра классической филологии. В 1860 году он стал адъюнкт-профессором классической филологии и сравнительного языкознания в Пражском университете, а в 1871 году - профессором Карлова университета.
Основные работы Альфреда Лудвига посвящены ведийскому наречию: «Der Infinitiv im Veda» (1871), «Die philosophischen und religiösen Anschauungen d. Veda in ihrer Entwicklung» (Прага, 1875), и, в особенности, комментированный прозаический перевод Риг-Веды («Der Rig-Veda oder die heiligen Hymnen der Brâhmana», 1876); в этом переводе Лудвиг отступает от метода интерпретации ведийского текста, как преимущественно метафорического, который практиковался Ротом, и стремится точно воспроизвести его своеобразный смысл. 
В истории языковедения Лудвиг интересен своей «теорией адаптации» для объяснения происхождения грамматических форм («Der Infinitiv im Veda», «Agglutination oder Adaptation», Прага, 1873); в противоположность выдвинутому Боппом взгляду на происхождение флексии как результата агглютинации первоначально самостоятельных слов, Лудвиг объяснял флексию как позднейшее разложение первоначально целостных выражений, варьировавших в зависимости от смысла речи; эта теория, по мнению доктора филологических наук Розалии Осиповны Шор, была «явно недооценена позднейшими лингвистами».
Альфред Лудвиг умер 12 июня 1912 года в пражском районе Винограды.